# Tillandsia
Genre
Classification phylogénétique

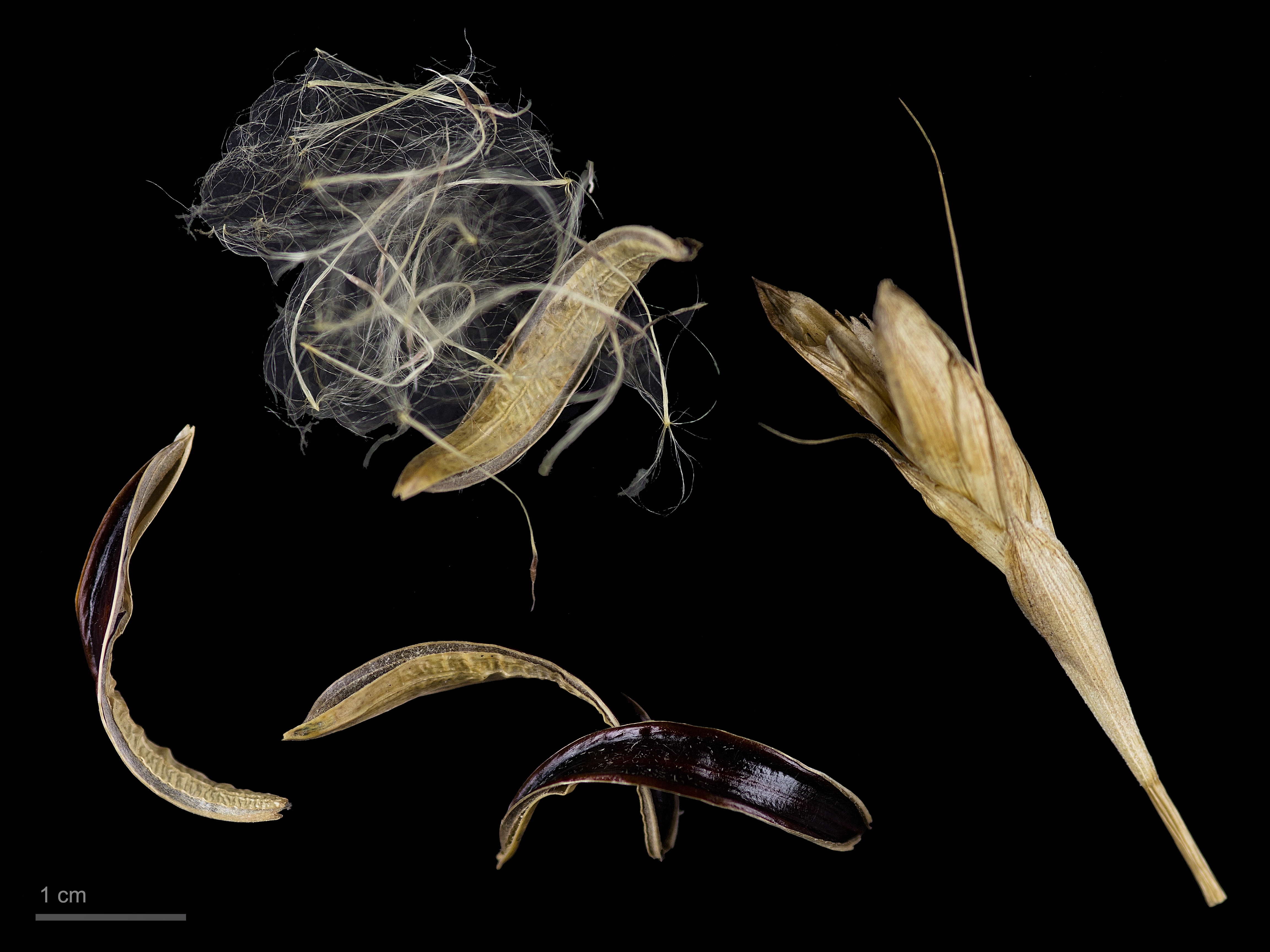
Tillandsia schiedeana - Muséum de Toulouse.

Tillandsia L. est un genre de plantes à fleurs de la famille des Bromeliaceae (famille de l'ananas). Ce genre comprend plus de 700 espèces, soit épiphytes ou lithophytes, soit terrestres, présentes essentiellement sur le continent américain (de la Floride à l'Argentine).
Les tillandsias épiphytes ou lithophytes sont parfois appelés « filles de l'air », du fait de leur propension naturelle à s'accrocher partout où les conditions le leur permettent : fils téléphoniques, branches d'arbres, écorces, rochers nus, etc. Leurs graines légères et munies d'un parachute soyeux facilitent cette dissémination.
Leurs feuilles, de couleur plus ou moins argentée, sont recouvertes de cellules spécialisées capables d'absorber rapidement l'humidité ambiante (rosée, eau de ruissellement).

## Protologue et Type nomenclatural
Tillandsia L., Species Plantarum : 286 (1753)
Étymologie: le nom de genre Tillandsia a été donné par Carl Linné en 1738 en l’honneur du médecin botaniste finlandais Elias Tillandz (1640-1693).
Type : Lectotypus ; Tillandsia utriculata L. ; Britton & Millsp., Bahama Fl. : 64 (1920)

### A

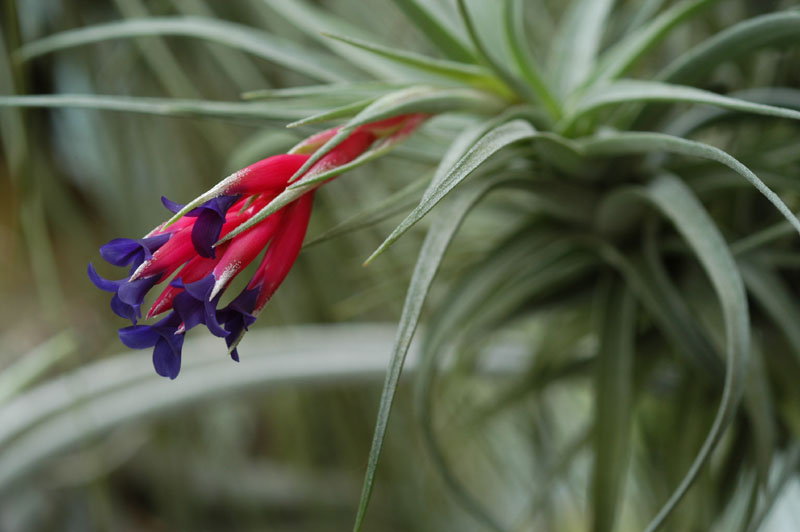
Tillandsia aeranthos

### F

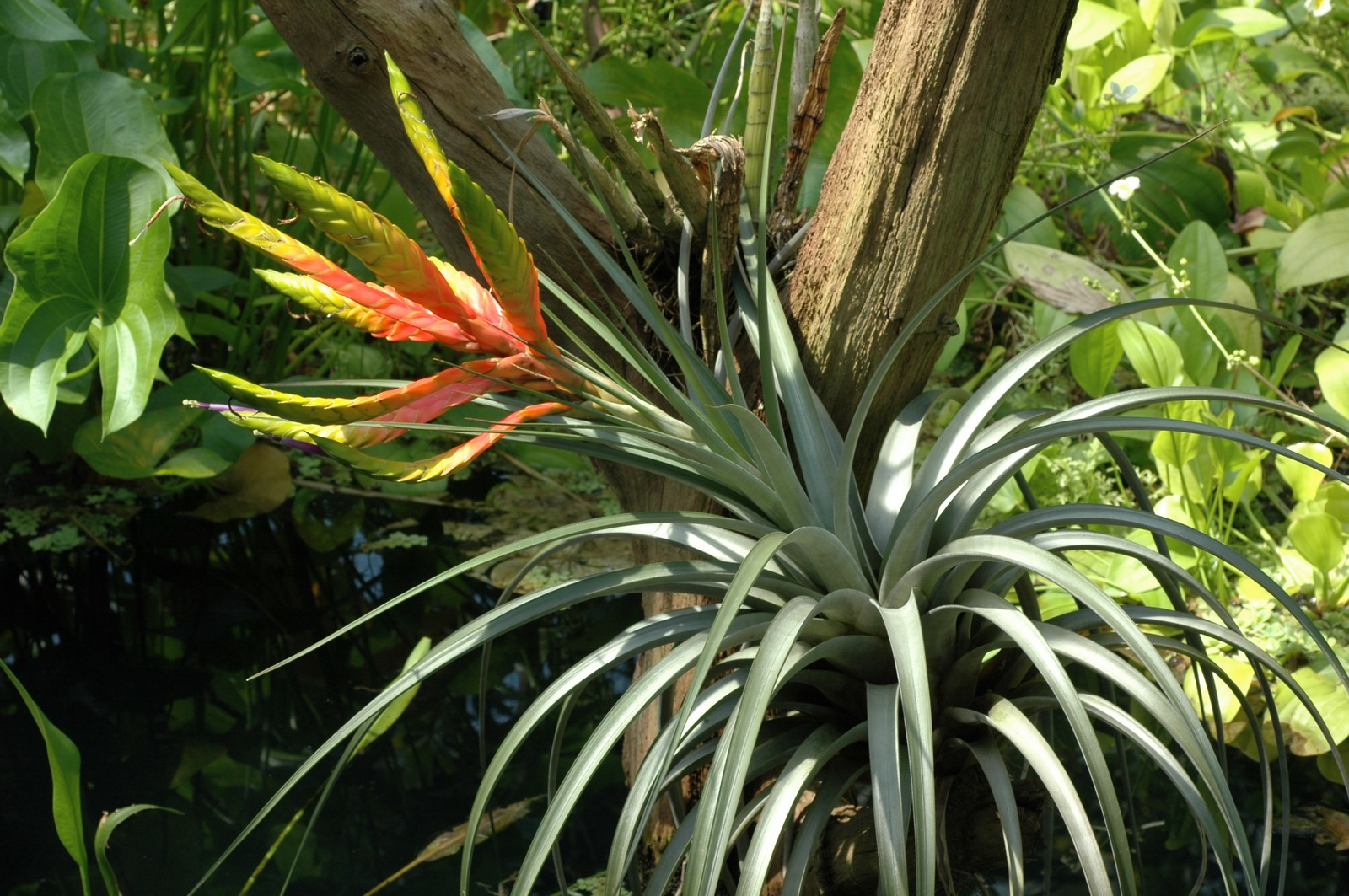
Tillandsia fasciculata

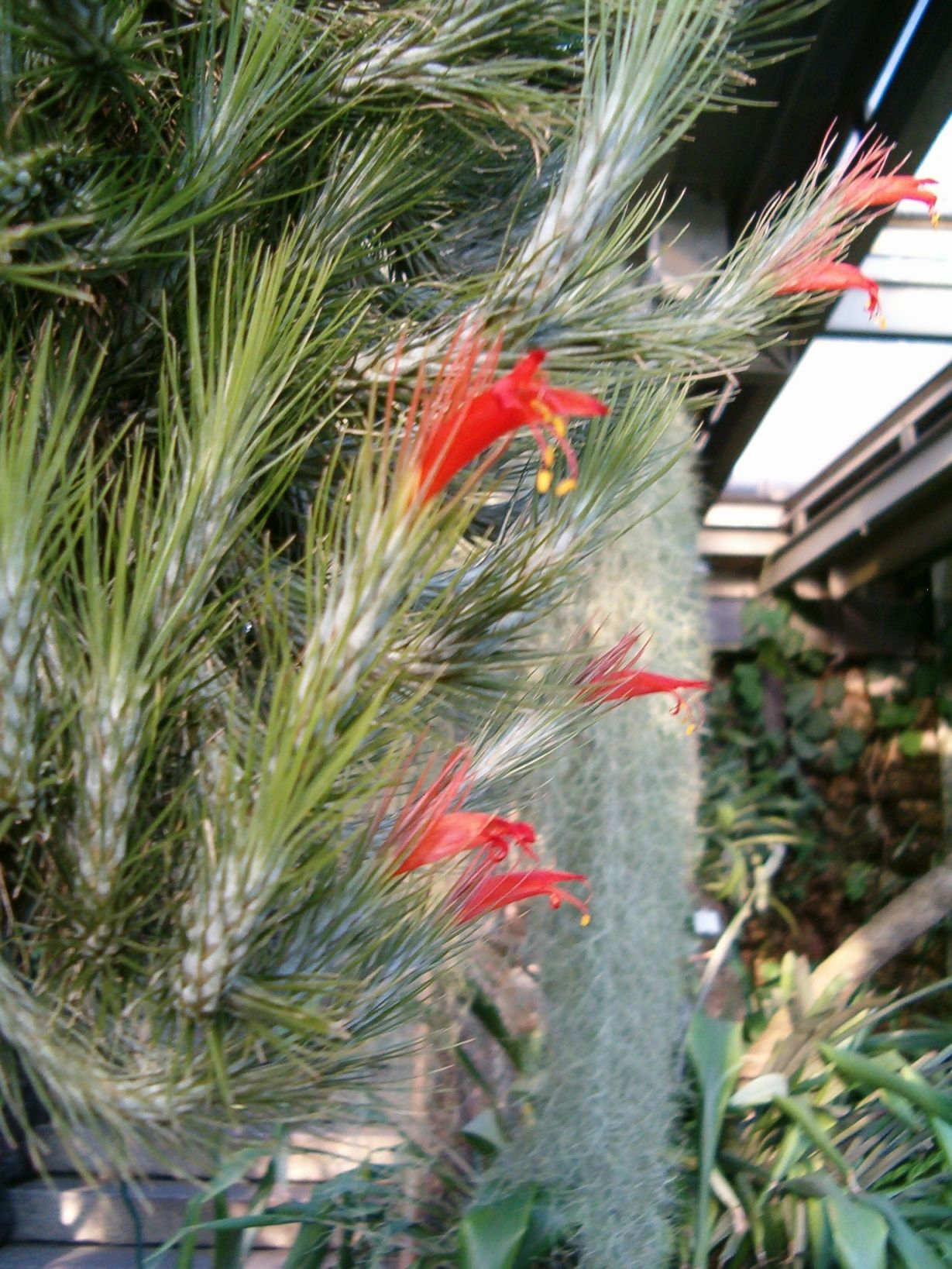
Tillandsia funckiana

## Espèces les plus courantes en culture
Les espèces suivantes sont courantes et fréquemment proposées à la vente dans les jardineries. Il existe beaucoup d'autres espèces présentes en culture mais il est souvent nécessaire de passer par des producteurs spécialisés pour se les procurer.
- Tillandsia aeranthos (aérienne), aux fleurs bleues émergeant de bractées roses depuis des rosettes de feuilles argentées en touffes.
- Tillandsia bergeri (aérienne), croissance en boule avec l'âge, aux superbes fleurs bleu profond qui durent longtemps.
- Tillandsia bulbosa (aérienne), rosette verte à base bulbeuse, inflorescence rouge.
- Tillandsia caput-medusae (aérienne), rosette à base bulbeuse, grise, aux formes étonnantes.
- Tillandsia cyanea (à racines fonctionnelles), aux grandes fleurs violettes émergeant l'une après l'autre d'une inflorescence en raquette rose.
- Tillandsia ionantha (aérienne), aspect compact et succulent, la rosette grise vire au rouge lors de la floraison.
- Tillandsia juncea (aérienne), très longues feuilles grises, érigées, étroites et rigides.
- Tillandsia usneoides (aérienne), à l'aspect de cheveux gris entremêlés, aux petites fleurs vertes. Également appelé « cheveux de sorcière », « barbe espagnole »...

## Culture
Les tillandsias sont généralement des plantes faciles à acclimater en culture, à condition que l'on respecte les exigences liées à leur mode de vie épiphyte ou lithophyte.

### Arrosages

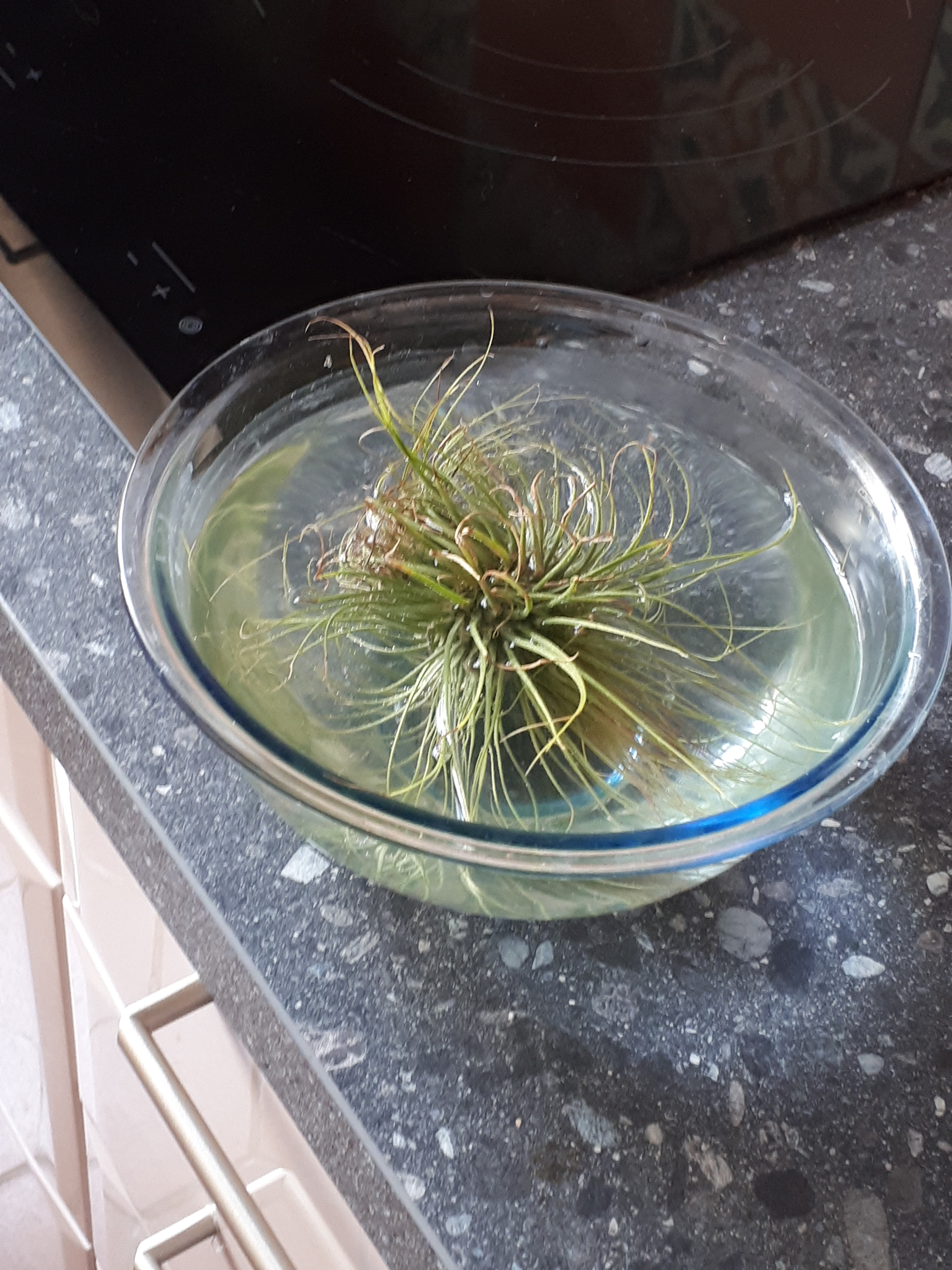
Bain de Tillandsia

Pour les espèces dites « aériennes » (la majorité des espèces courantes en culture hormis T. cyanea), c'est-à-dire celles dont les racines sont transformées en crampons sans aucun pouvoir d'absorption, l'arrosage se fait par les feuilles sous forme de vaporisations fréquentes, ou de trempages brefs de la plante dans un récipient plein d'eau. On utilisera impérativement de l'eau non calcaire. L'eau de pluie récupérée de l'écoulement d'un toit moussu ou végétalisé est la meilleure qui soit pour cet usage, si on en dispose. 
L'arrosage est à effectuer plutôt le matin que le soir car, d'une part, cela reproduit les apports d'eau naturels par la rosée matinale, appréciée par ces plantes, d'autre part, cela réduit le risque de pourriture (la température baisse durant la nuit et les feuilles sèchent moins vite). La plante doit sécher complètement entre deux vaporisations ou trempages.
L'aspect de la plante indique généralement ses besoins en eau :
- Plante verte ou vert-grisâtre, non ou à peine pruineuse : arrosages abondants, journaliers voire plusieurs fois par jour en période chaude et sèche.
- Plante blanc-grisâtre non pelucheuse : arrosages réguliers mais espacés, 1 fois tous les 2 jours environ, 1 fois tous les jours en période chaude et sèche, 1 fois par semaine en période froide et humide.
- Plante blanc-grisâtre pelucheuse : arrosages faibles, rarement plus de 2 à 3 fois par semaine en période chaude et sèche et bien égoutter la plante après l'arrosage, attention à ne pas laisser d'eau dans le cœur (pourriture facile et rapide), en hiver les arrosages seront juste suffisants pour éviter le flétrissement.

Si la plante est flétrie, il suffit de la laisser tremper quelques heures dans l'eau puis de l'égoutter. En cas de flétrissement sévère, il est préférable de renouveler l'opération avec un séchage complet entre deux trempages plutôt que de prolonger la durée du trempage.
Pour les espèces à base bulbeuse (T. bulbosa, T. caput-medusae, T. butzii, etc.) , on prendra soin de ne pas faire rentrer d'eau entre les bases foliaires (culture tête en bas, trempage éclair).

### Aération
Une bonne ventilation est nécessaire pour éviter les maladies fongiques (pourriture du cœur, toujours fatale). Placer les plantes à l'extérieur (balcon, jardin) à la belle saison leur est très bénéfique.

### Lumière
Ces plantes ont dans l'ensemble besoin d'une forte luminosité. En été à l'extérieur on préfèrera cependant l'ombre légère d'un arbre aux heures les plus chaudes. En hiver, le soleil direct est indispensable si la température reste élevée (plus de 16 °C). Tout cela est à nuancer suivant la région de culture et l'espèce cultivée : en général les espèces les plus blanches et pelucheuses supportent voire réclament le soleil direct alors que les espèces vertes le craignent.

### Température
Pour la majorité des espèces, la température idéale de croissance se situe entre 20 et 25 °C, avec un minimum de 10 °C et un maximum de 30 °C. Rares sont celles qui résistent à -10 °C, mais certaines, généralement originaires de zones d'altitude, sont suffisamment rustiques pour supporter des gels légers et brefs et vivre à l'extérieur toute l'année dans les zones à hivers doux (citons T. aeranthos, T. bergeri, T. usneoides).
Une chute modérée des températures stimule la floraison de nombreuses espèces.

### Multiplication
Comme toutes les broméliacées, les rosettes des tillandsias sont monocarpiques : une rosette qui a fleuri cesse sa croissance terminale et dépérit progressivement (sur plusieurs années) tout en produisant à sa base un ou plusieurs rejets qui assureront le maintien et la croissance de la touffe. Certaines espèces, généralement à port rameux, produisent des rejets avant la floraison.
Pour multiplier une plante, on séparera ses rejets lorsqu'ils auront atteint une taille suffisante pour être autonomes. Séparés tôt, ils auront une croissance lente au début mais la plante-mère produira certainement d'autres rejets en remplacement. Séparés tard, leur croissance sera plus rapide mais le nombre de plants obtenus sera moins élevé.
Le semis est possible et relativement facile mais les plantules obtenues sont minuscules et ont une croissance extrêmement lente durant plusieurs années.  De plus, beaucoup d'espèces étant auto-stériles, deux individus non clonés, et fleurissant simultanément, sont nécessaires pour obtenir des graines viables. Ce mode de propagation n'est guère pratiqué que par les professionnels ou les amateurs éclairés.